# 西川公也
西川公也（1942年12月26日—），日本政治家，自由民主黨黨員。前任農林水產大臣（第56、57代）。出身於栃木縣鹽谷郡氏家町（現櫻市）。眾議院議員（當選6期）。在自民黨內屬於志帥會（二階派）。是自民黨內農林問題的專家。
歷任內閣府副大臣（第2次小泉改造內閣）、經濟產業大臣政務官（第1次小泉第1次改造內閣）、內閣府大臣政務官（第2次森改造內閣、第1次小泉第2次改造內閣）、眾議員農林水產委員長、栃木縣議會議員（當選5期）、栃木縣議長。
2013年西川擔任自民黨TPP（洋戰略經濟夥伴關係協議）對策委員長，溝通政黨和黨內的意見。西川匯總黨內眾多TPP慎重論的意見，要求政府守住參加TPP時五大領域的底線。與此同時，西川也經常和黨內外的TPP反對派進行激辯。2014年被任命為第二次安倍改造內閣的農林水產大臣。據傳就是因為要報答西川在擔任TPP對策委員長這一吃力不討好的職位上勞苦功高。

## 荣誉
- 旭日大绶章（2023年11月3日公布[5]）

## 外部連結
- 西川公也官方網站 （页面存档备份，存于）

| 議會席位                            | 議會席位                                                | 議會席位                            |
| ----------------------------------- | ------------------------------------------------------- | ----------------------------------- |
| 前任： 稻葉大和                     | 眾議院農林水產委員長 2006年—2007年                      | 繼任： 宮腰光寬                     |
| 官衔                                |                                                         |                                     |
| 前任： 林芳正                       | 農林水產大臣 第56、57代：2014年—2015年                  | 繼任： 林芳正                       |
| 前任： 伊藤達也 佐藤剛男 中島真人   | 內閣府副大臣 2004年—2005年 與七条明、林田彪一起         | 繼任： 嘉数知賢 櫻田義孝 山口泰明   |
| 前任： 阿南一成、木村隆秀、大村秀章 | 內閣府大臣政務官 與森元恒雄、宮腰光寬一起 2003年—2004年 | 繼任： 木村勉、西銘順志郎、江渡聰德 |
| 前任： （新設）                     | 內閣府大臣政務官 與渡邊具能、山崎力一起 2001年          | 繼任： 仲道俊哉、阪上善秀、渡邊博道 |